# Novinska fotografija
Novinska fotografija je poseban oblik novinarstva (sakupljanje, uređivanje i prezentоvanje vesti za objavljivanje ili emitovanje) koji koristi slike da ispriča vest. Danas se obično podrazumeva da se odnosi samo na nepokretne slike, ali u nekim slučajevima termin se takođe odnosi na video koji se koristi u televizijskom novinarstvu. Novinska fotografija se razlikuje od ostalih bliskih grana fotografije (npr. od dokumentarne fotografije, socijalno-dokumentarne fotografije, ulične fotografije ili fotografije poznatih osoba) time što se pridržava strogog etičkog okvira koji zahteva da je rad podjednako iskren i nepristrasan dok priča priču u strogo novinarskim uslovima. Fotoreporteri stvaraju slike koje doprinose sredstvima informacija.
- Pravodobnost: slika ima značenje u kontekstu nedavno objavljenih zapisa o događajima.
- Objektivnost: situacija koju nagoveštavaju slike je nepristrasan i tačan prikaz događaja koje opisuju i u sadržaju i u tonu.
- Narativnost: slike se spajaju s drugim elementima vesti da se stvore činjenice koje se mogu povezati s gledaocima ili čitaocima na kulturnom nivou.

Poput pisca, fotoreporter je novinar, ali on često mora donositi odluke odmah i nositi sa sobom fotoaparat, često dok je izložen značajnim poteškoćama (npr. telesna ozleda, vreme, gomile ljudi).